# Ficus subfulva
Ficus subfulva är en mullbärsväxtart som beskrevs av Edred John Henry Corner. Ficus subfulva ingår i släktet fikonsläktet, och familjen mullbärsväxter. Inga underarter finns listade i Catalogue of Life.